# Список замків України

## А
- Алустон

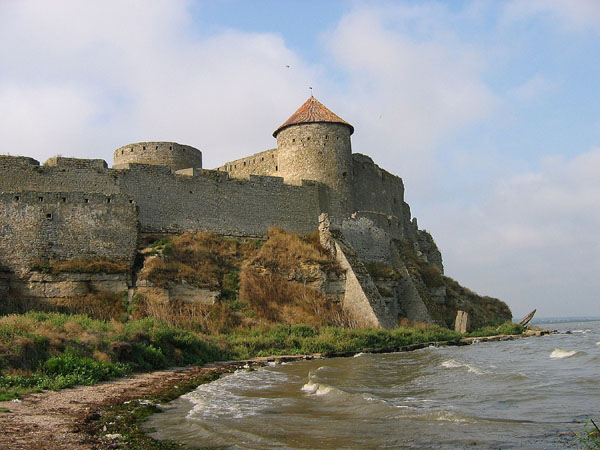
Аккерманська фортеця

- Аккерманська (Білгород-Дністровська) фортеця
- Арабат

## Б
- Барський замок
- Батуринська фортеця
- Белзький замок
- Замок Берегвар
- Бердичівський замок
- Бережанський замок
- Бершадська фортеця

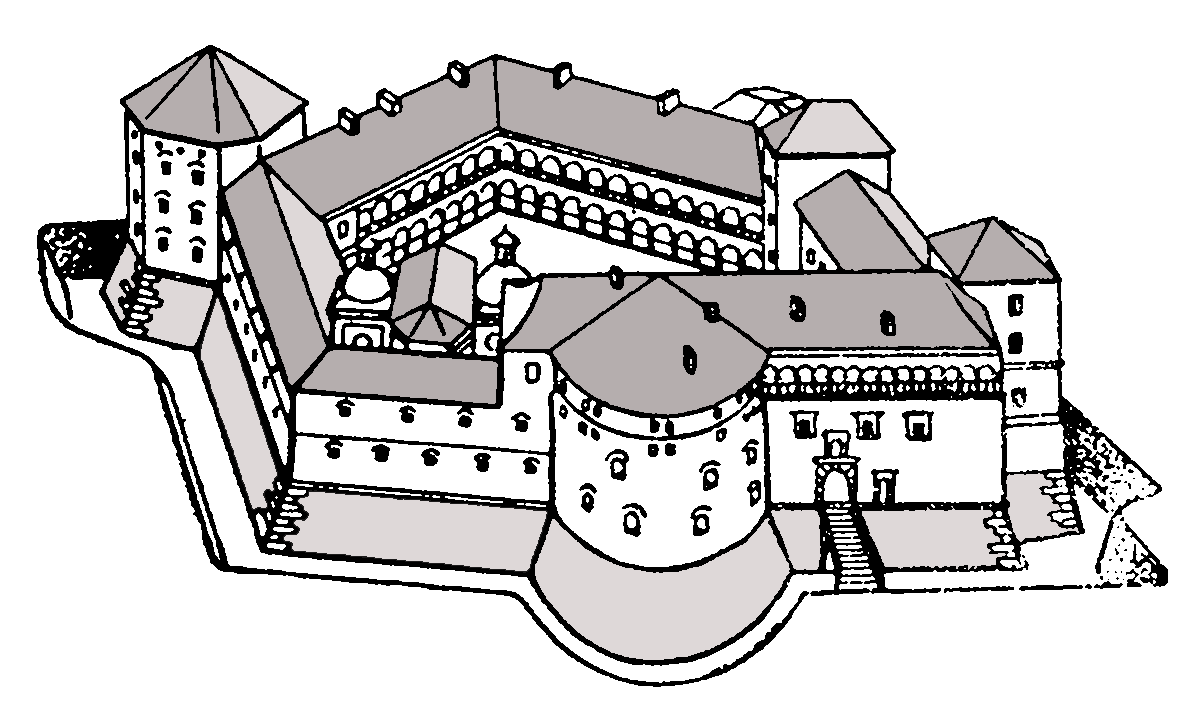
Бережанський замок до руйнації

- Замок-палац Бествінського (Копичинці)
- Білокам'янський замок
- Білоцерківський замок
- Більче-Золотецький замок
- Замок Бодулів
- Борецький замок
- Боржавський замок
- Борисоглібська фортеця
- Брацлавська фортеця
- Бродівський замок
- Бронецький замок
- Буданівський замок
- Бучацький замок
- Бушівський замок

## В

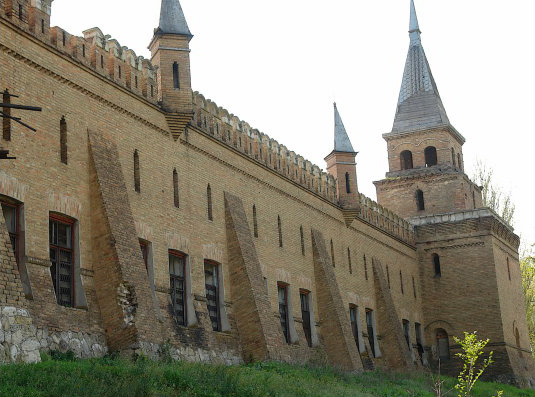
Замок в Василівці, садиба Попова

- Замок Висічка
- Вінницький замок
- Винниківський замок
- Виноградівський замок Канків
- Високий замок у Львові
- Вишківський замок

## Г

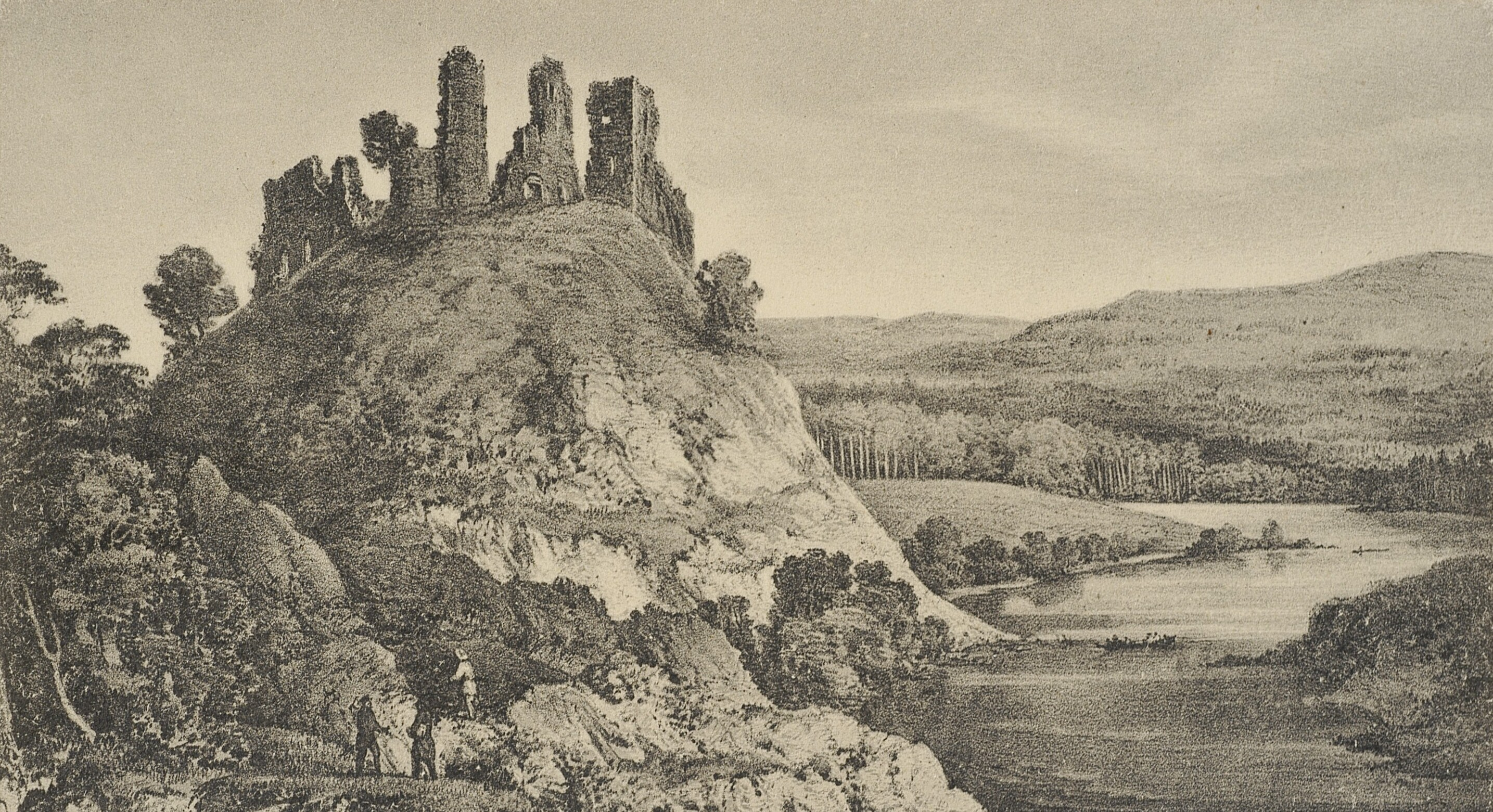
Губківський замок

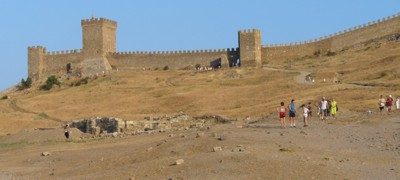
Генуезька фортеця

- Галицький замок
- Генуезька фортеця (Гурзуф)
- Генуезька фортеця (Феодосія)
- Гологірський замок
- Голосковицький замок
- Городоцький замок
- Губківський замок
- Гусятинський замок
- Галицький (Старостинський) замок
- Гадяцька фортеця

## Ґ
- Замок Ґутівар

## Д
- Замок Дийда‐Тоувар

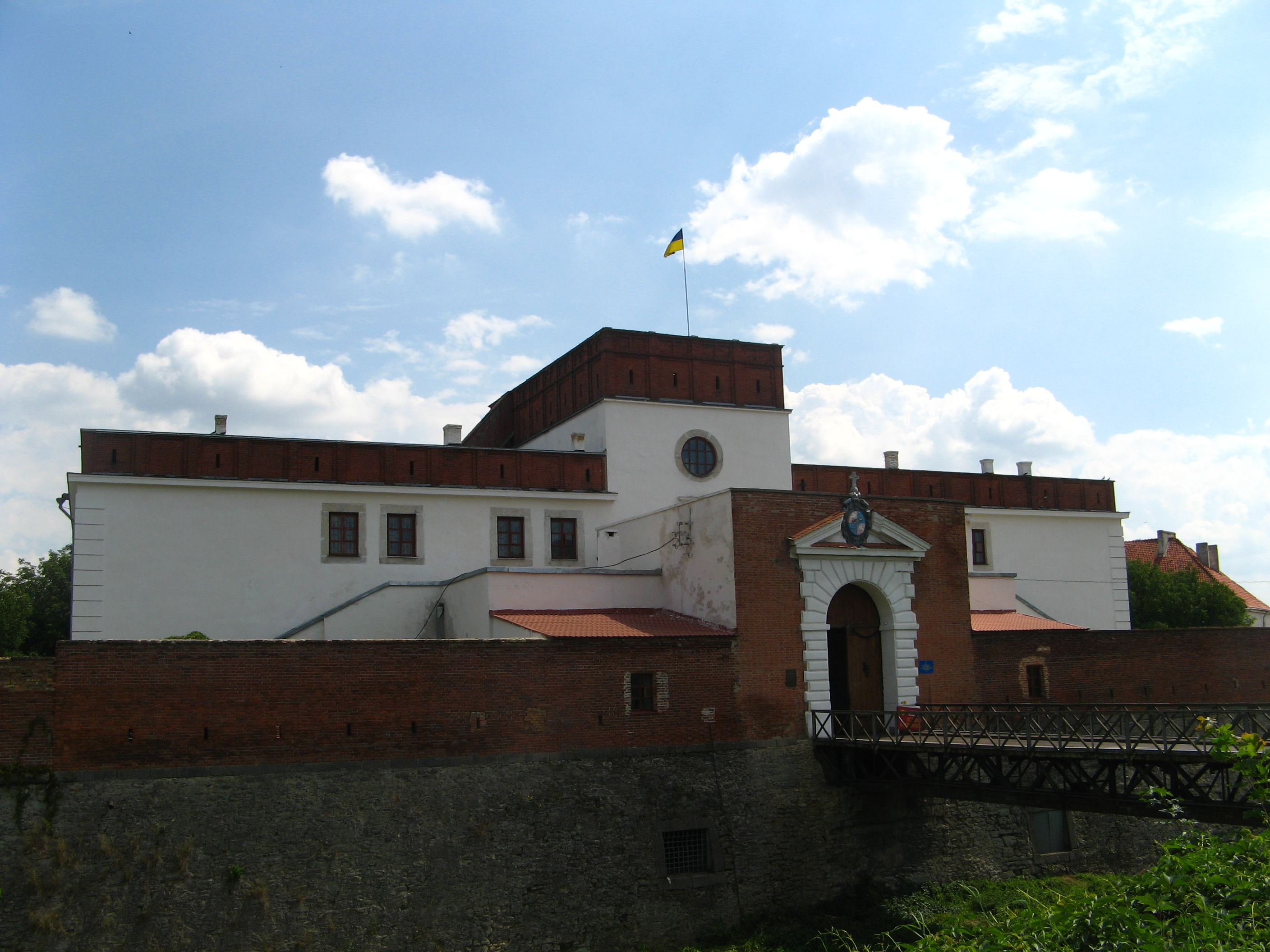
Дубенський замок

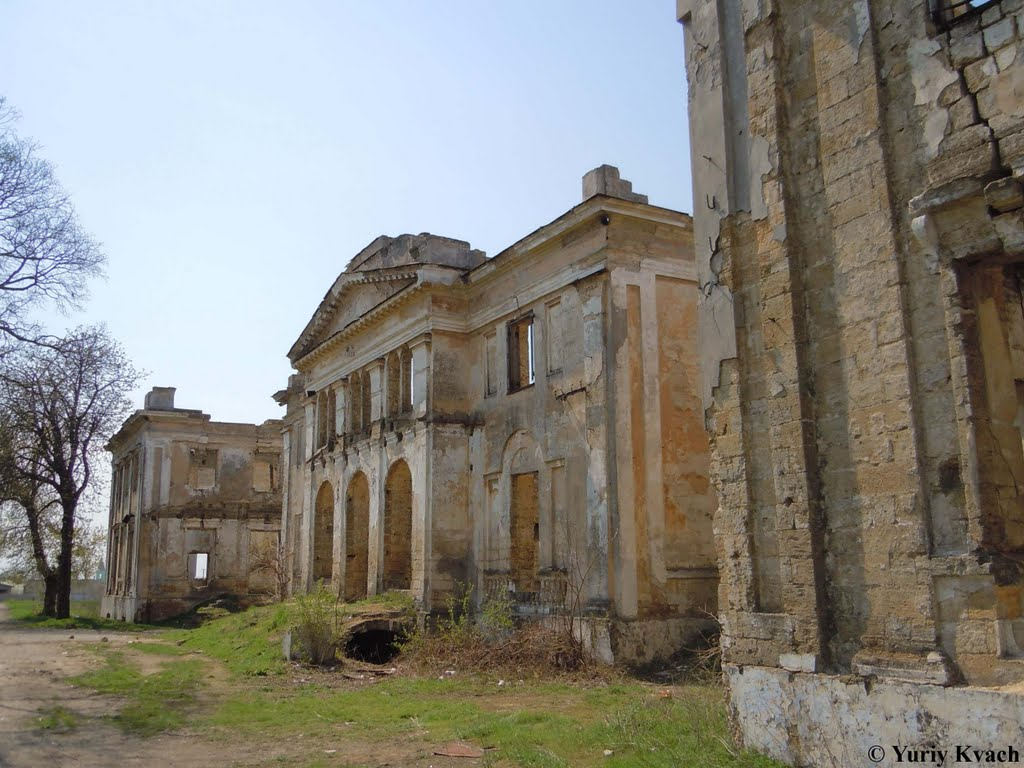
Палац-Садиба Дубецьких - "Лігво Вовка", Одеська область

- Добромильський замок (замок Гербуртів)
- Дубенський замок
- Дзвенигородський замок
- Джуринський замок
- Довжанський замок

## Е
- Ескі-Кермен

## Є
- Єзупільський замок
- Єлисаветинська фортеця (Кропивницький)
- Єні-Кале

## Ж

Жовківський замок

- Жидачівський замок
- Жовківський замок
- Жванецький замок

## З

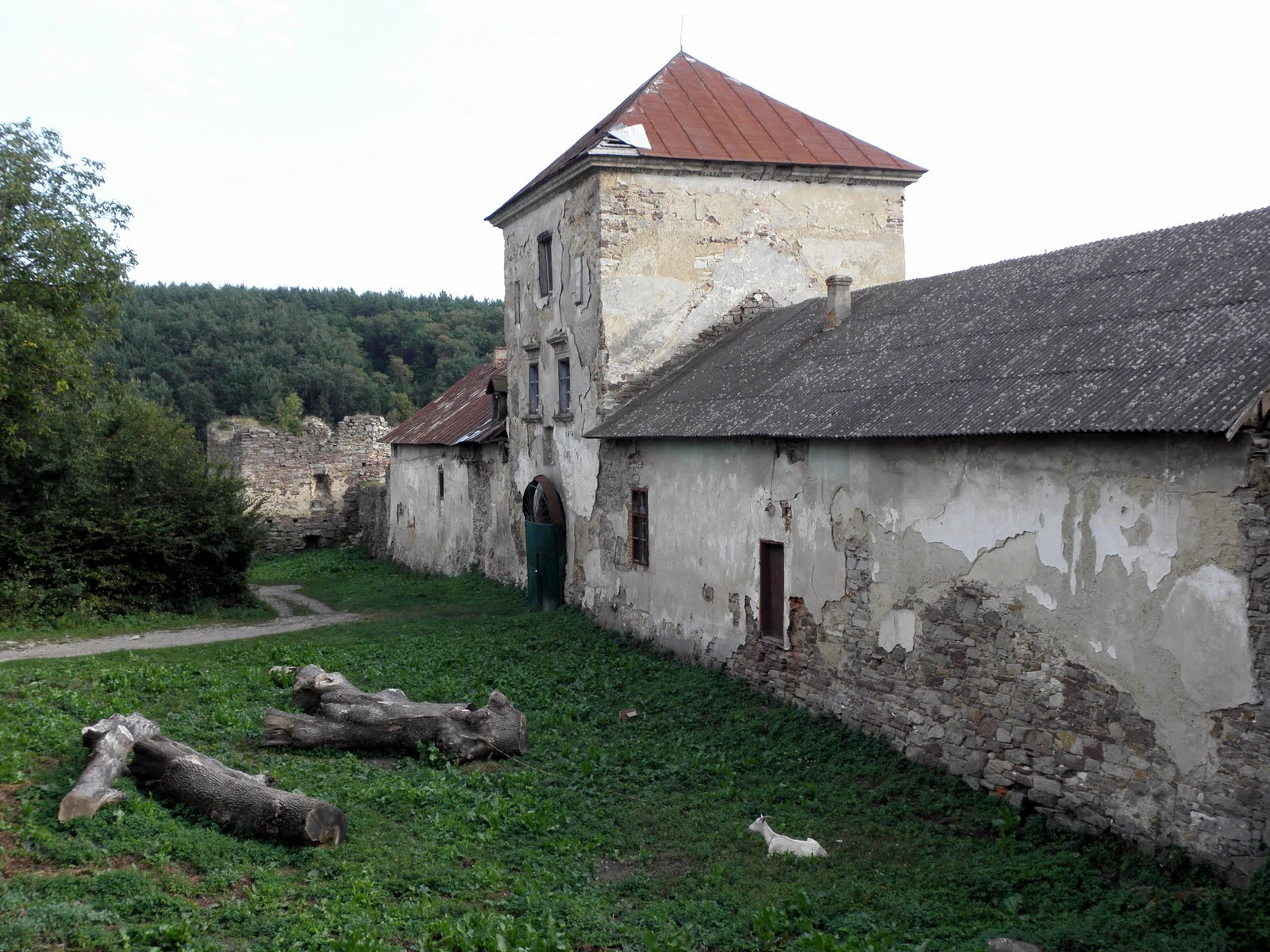
Золотопотіцький замок

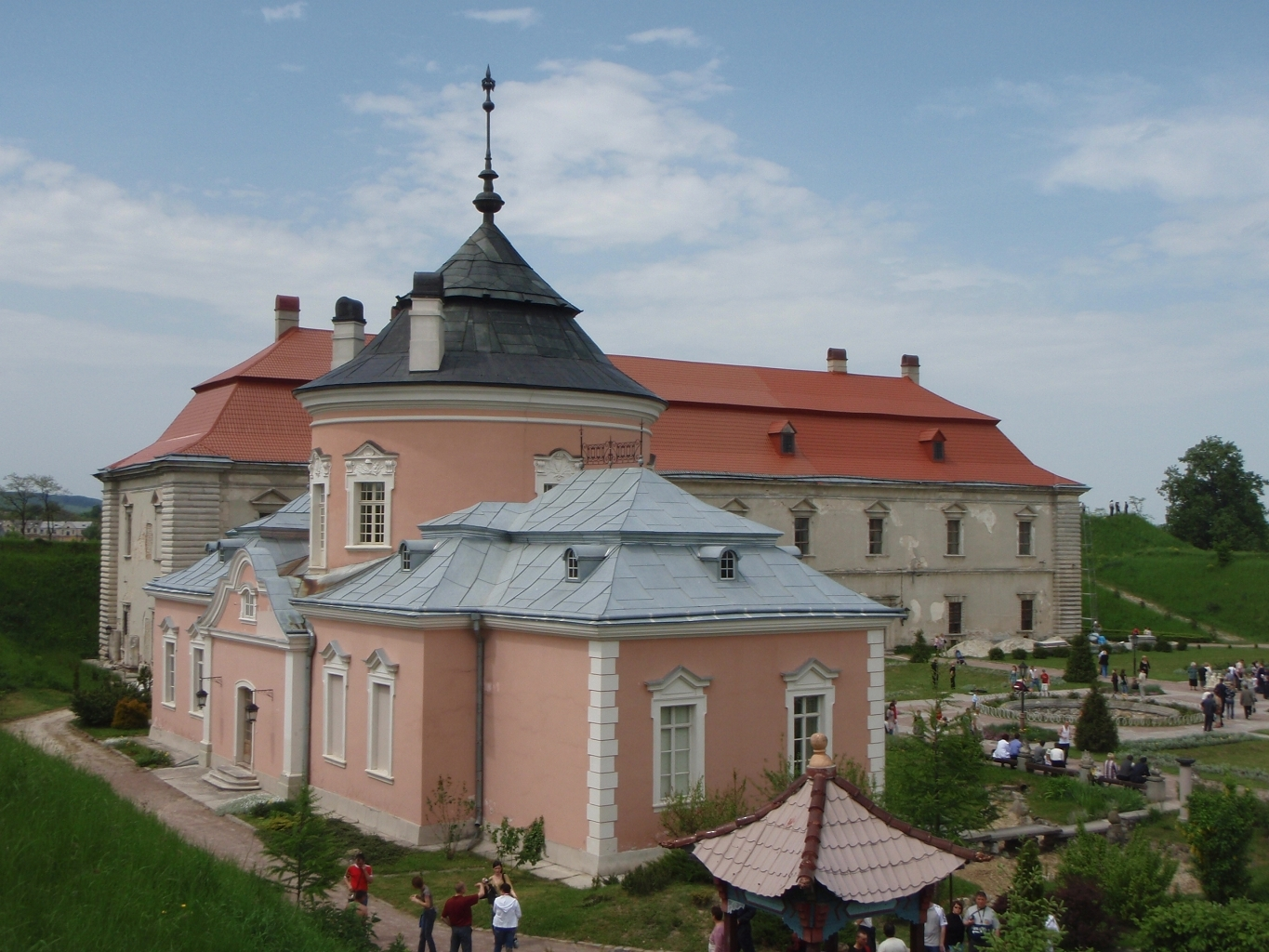
Китайський палац Золочівського замку

- Завалівський замок
- Залозецький замок
- Збаразький замок
- Збризький замок
- Звенигородський замок
- Зіньковецький замок
- Золоті ворота (Київ)
- Золотопотіцький замок
- Золочівський замок

## І
- Іванівський замок
- Фортеця Ізмаїл

## К

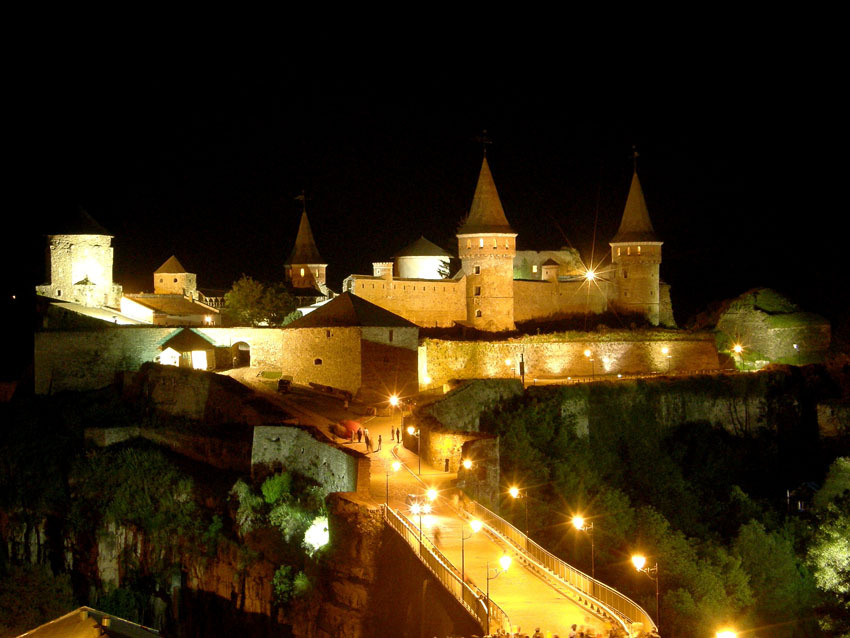
Кам'янець-Подільська фортеця

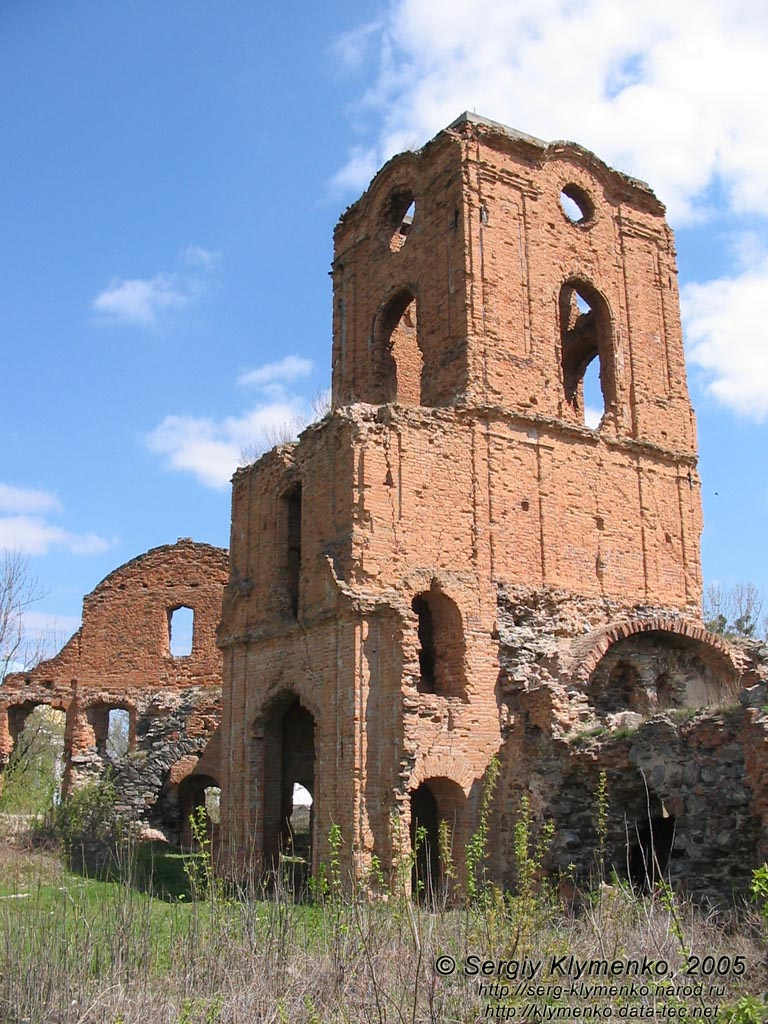
Руїни Корецького замку, надбрамна вежа в стилі бароко

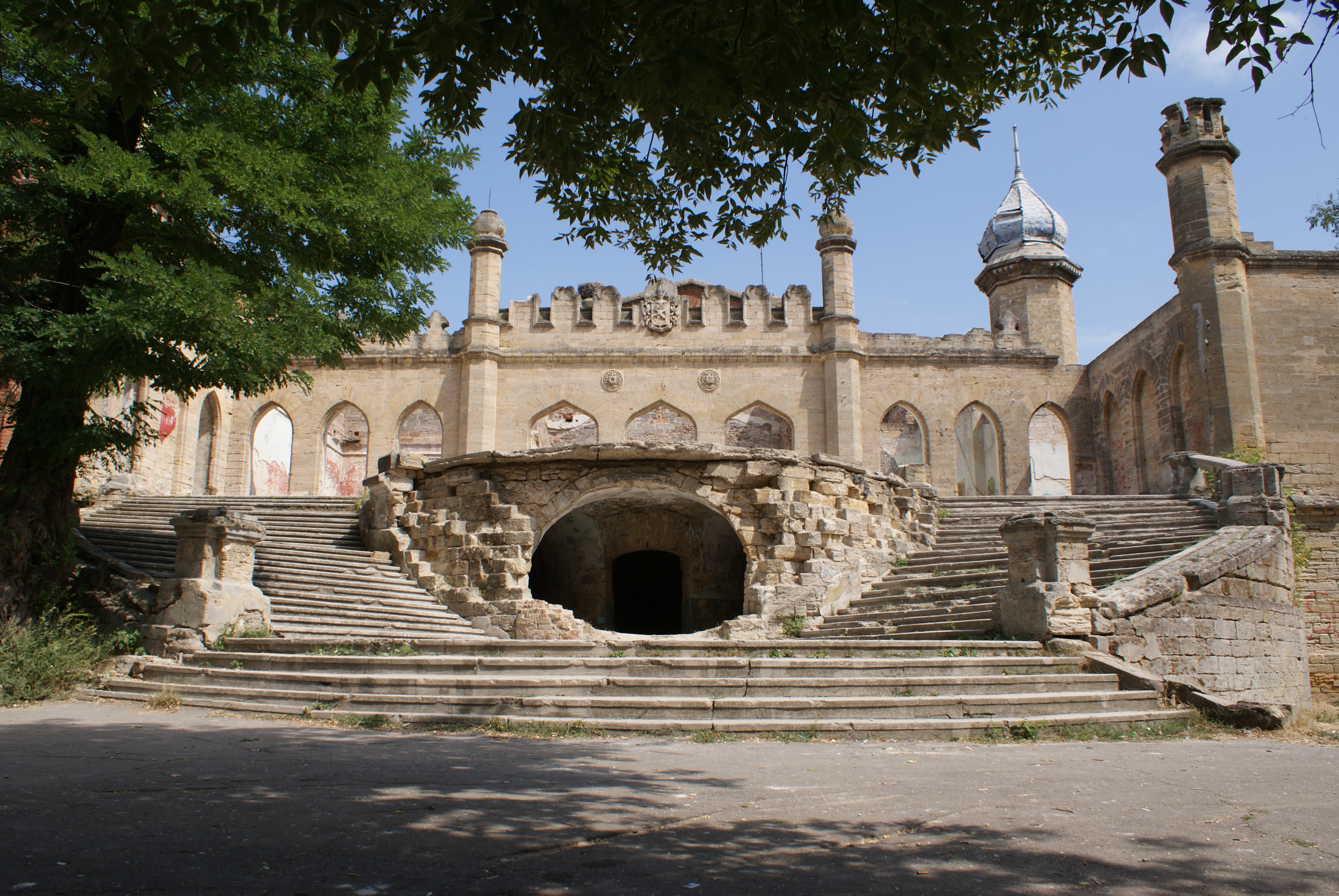
Палац-Садиба Курісів, Одеська область

- Кам'янець-Подільська фортеця
- Качі-Кальон
- Квасівський замок
- Киз-Кулє
- Київська фортеця
- Київський замок
- Кирилівська фортеця
- Китайгородський замок
- Кілійська фортеця
- Клеванський замок
- Кодацька фортеця
- Колиндянський палац-замок
- Конотопська фортеця
- Корецький замок
- Королівський замок Нялаб
- Корсунський замок
- Кременецький замок
- Кривченський замок
- Кристинопольський замок
- Кряжева фортеця
- Кудринецький замок
- Кутлак

## Л

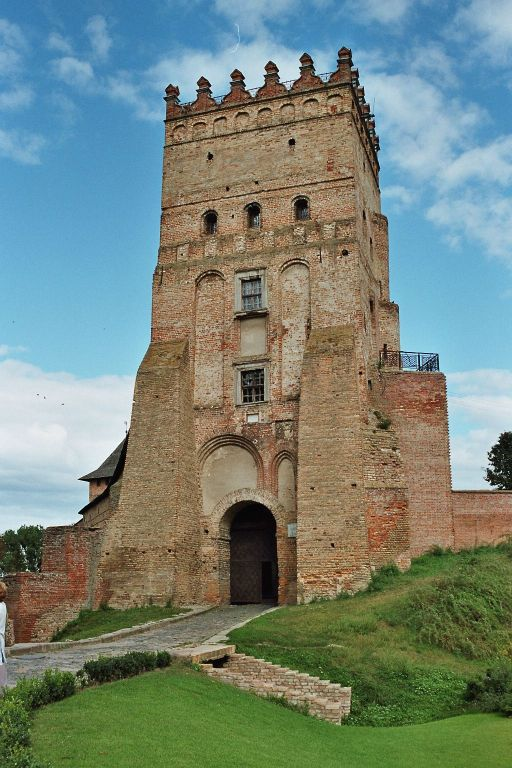
Вежа Луцького замку

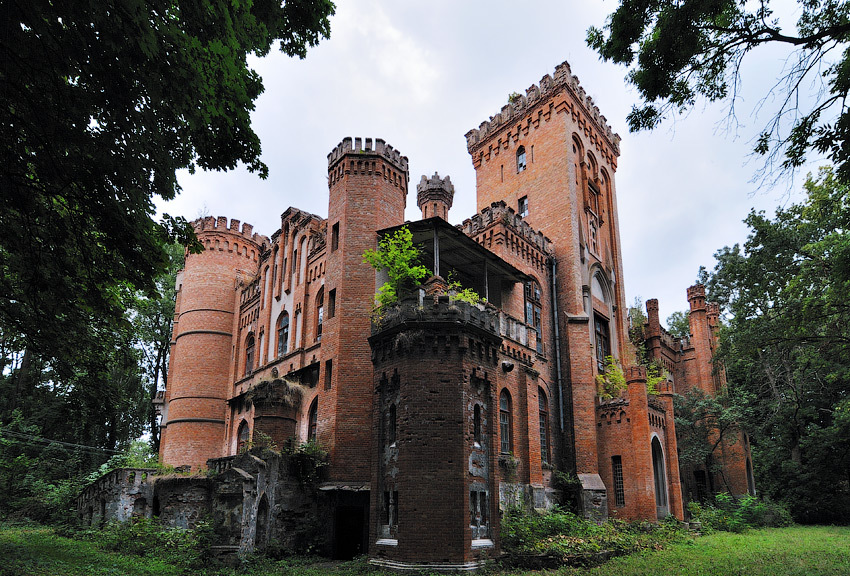
Палац Даховських у Леськовому

- Ластівчине гніздо
- Летичівський замок
- Літинський замок
- Лисянський замок
- Луцький замок (замок Любарта)
- Львівський замок (Високий замок)
- Львівский замок (Нижній замок)
- Любецький замок

## М
- Мангуп-Кале
- Маяк-Каравул
- Меджибізький замок
- Микулинецький замок
- Монастирок

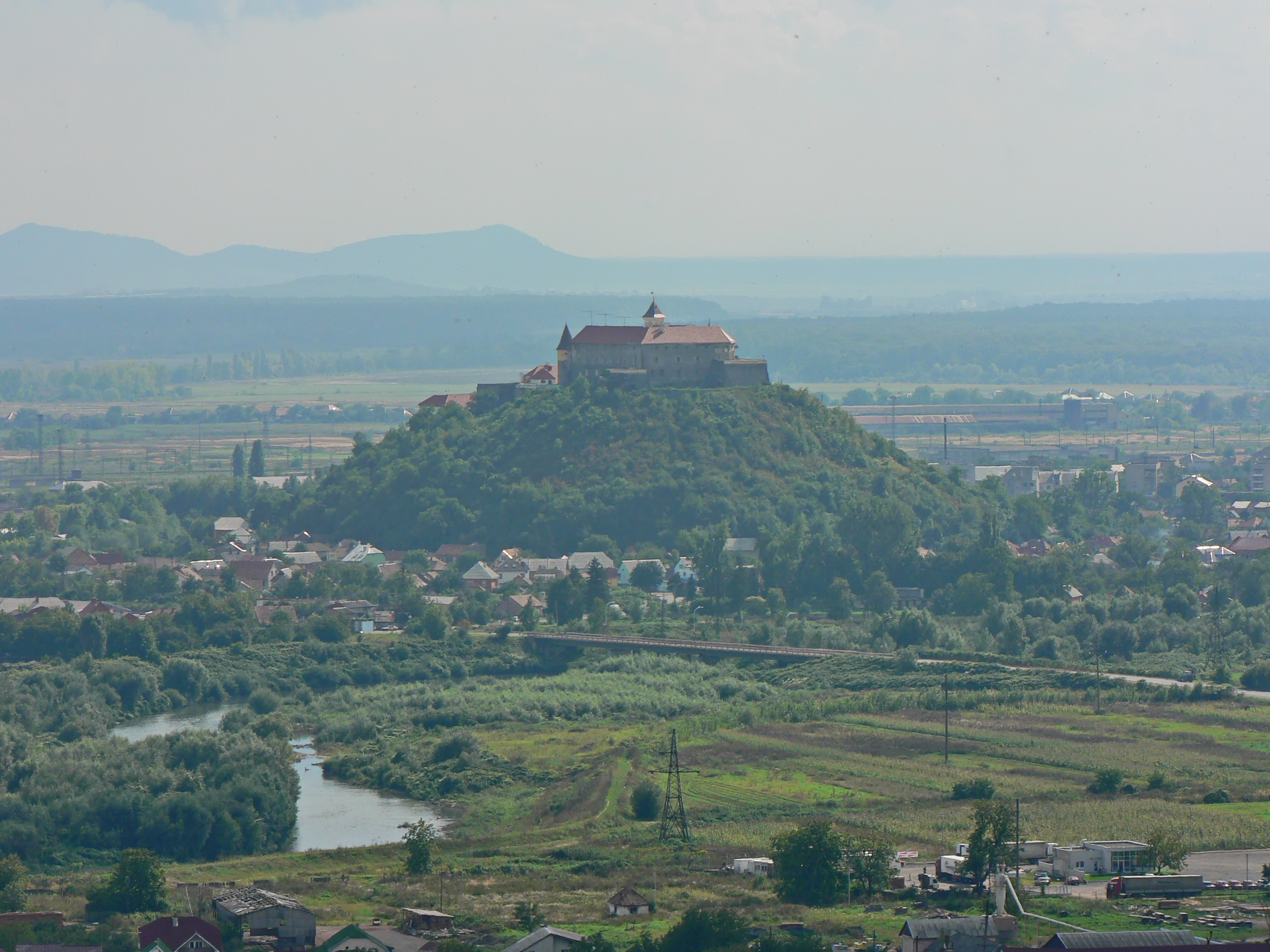
Мукачівський замок

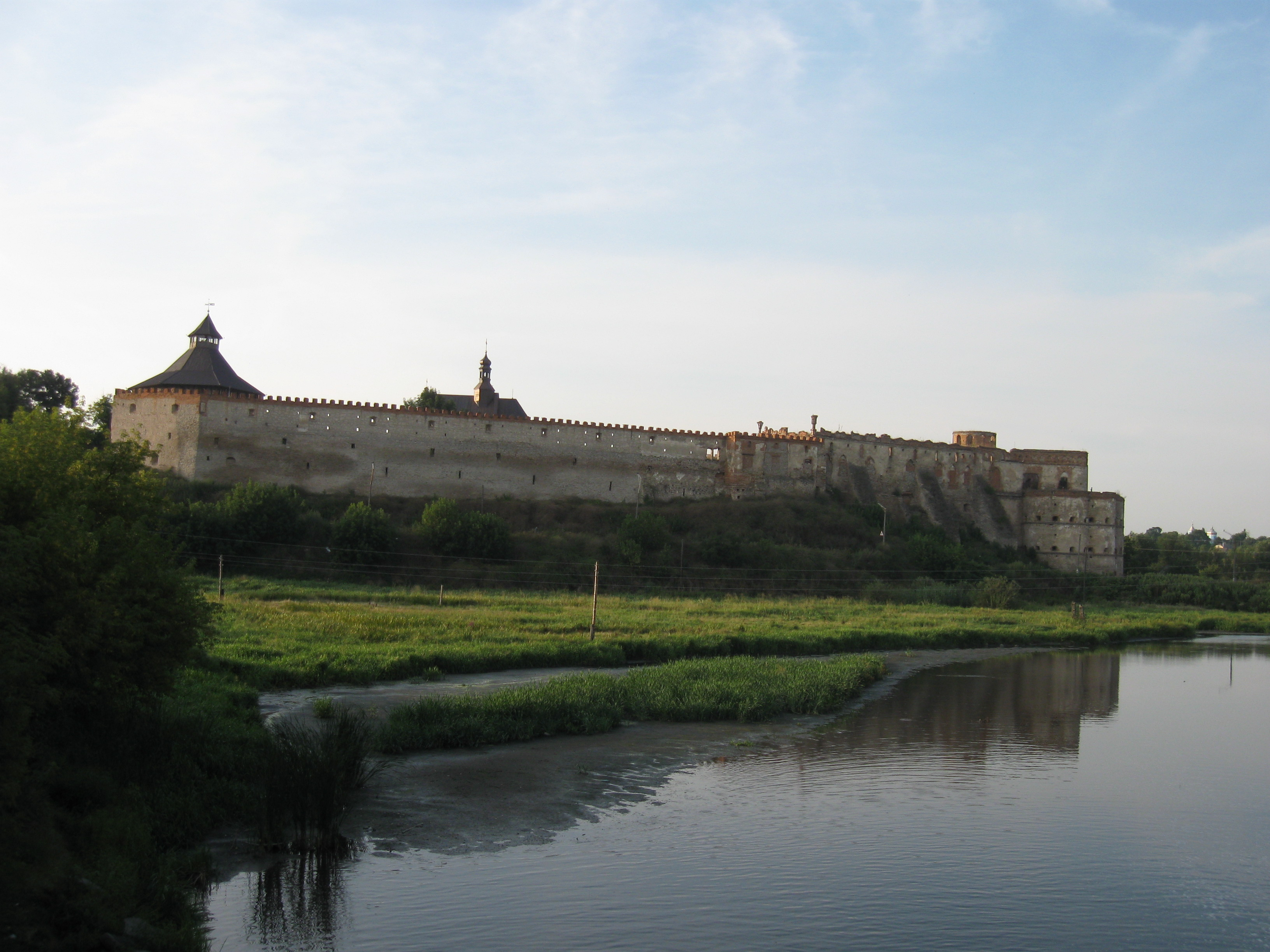
Меджибізький замок

- Мукачівський замок (замок Паланок)
- Мурованський замок

## Н

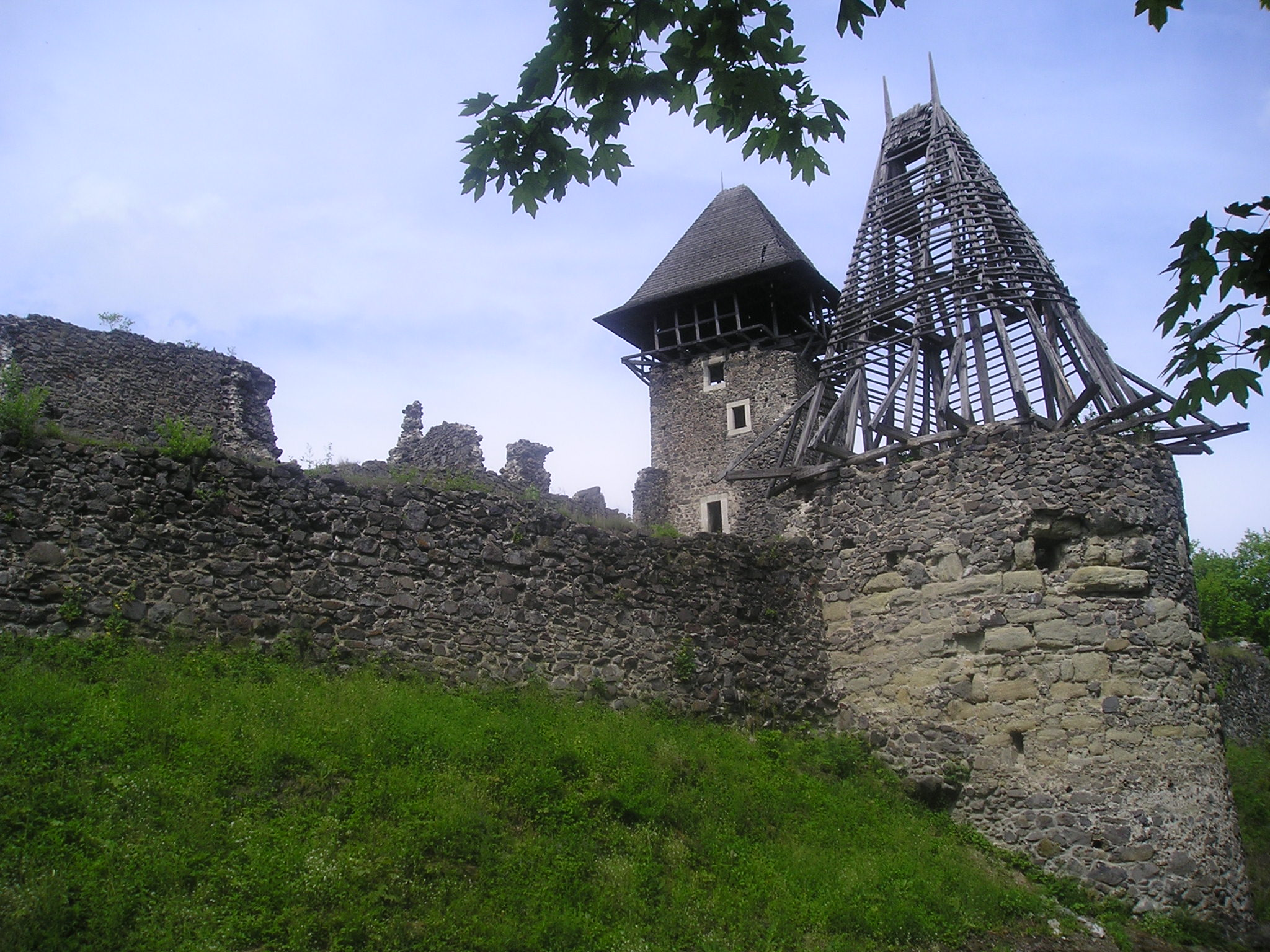
Невицький замок

- Неаполь Скіфський
- Невицький замок
- Ніжинська фортеця
- Низький замок у Львові
- Новгород-Сіверська фортеця
- Новозаславський замок
- Новомалинський замок
- Новосергіївська фортеця

## О

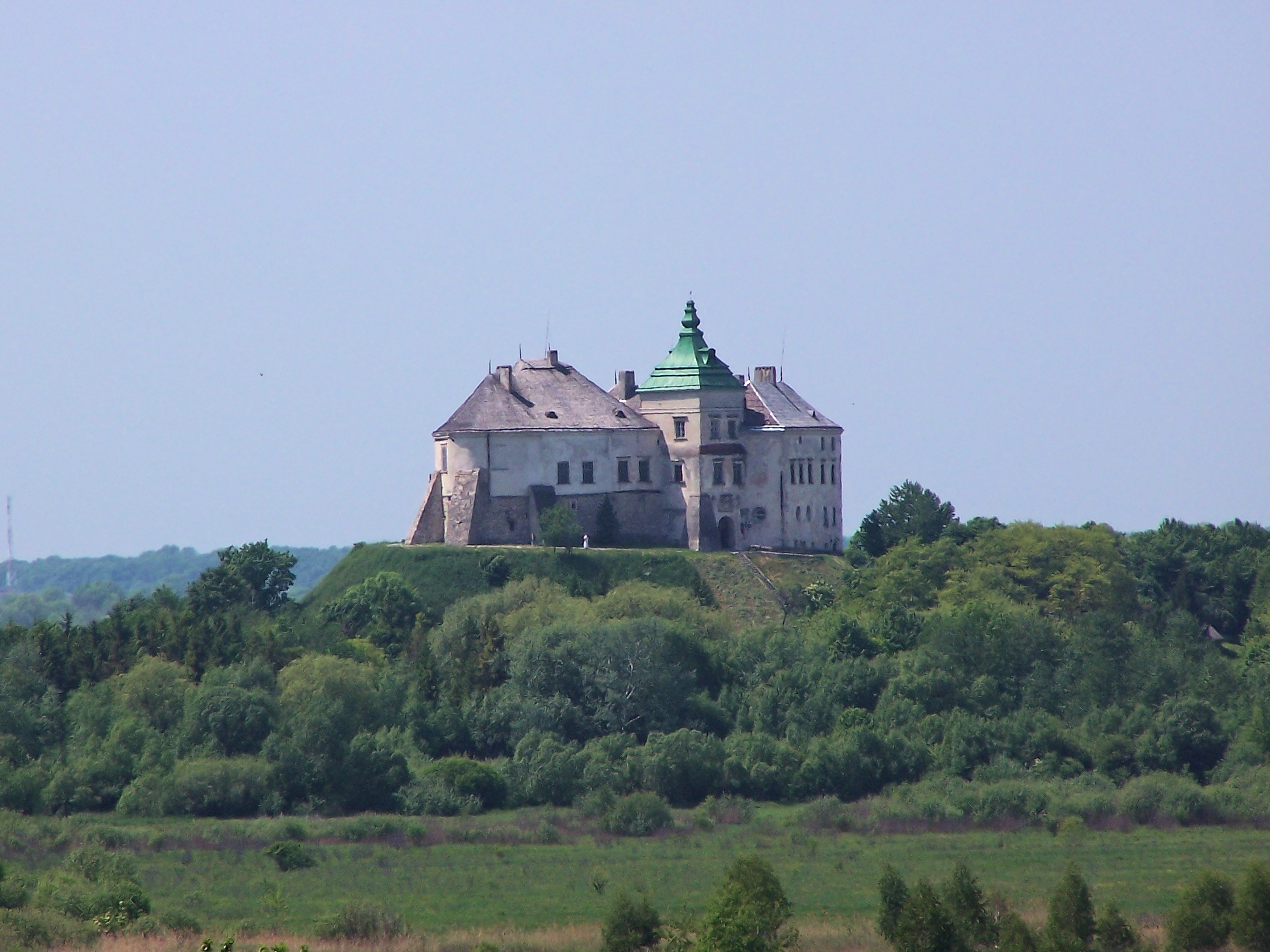
Олеський замок

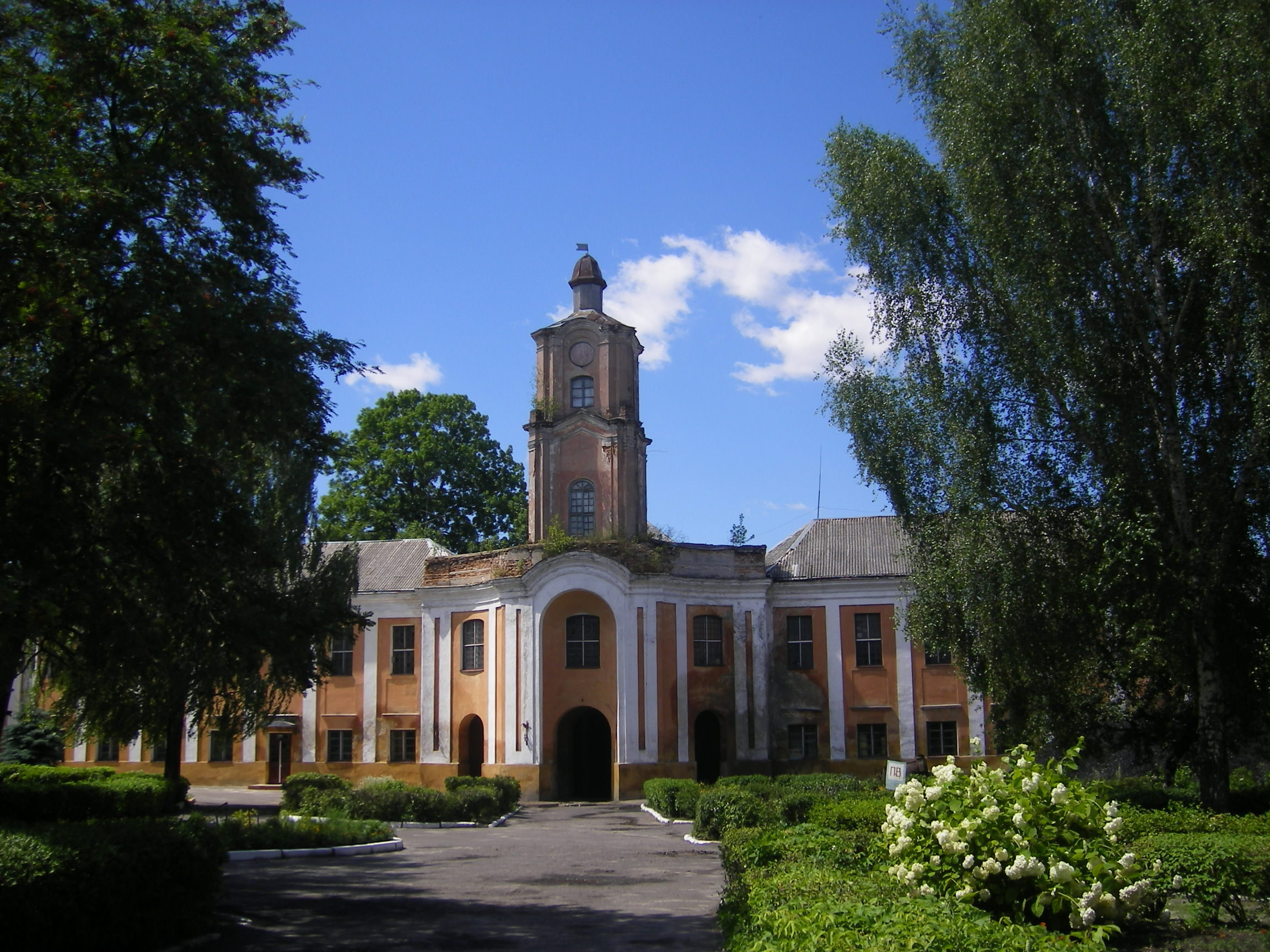
Олицький замок

- Одеський карантин
- Озаринецький замок
- Олександрівська фортеця
- Олеський замок
- Олицький замок
- Окопи Святої Трійці
- Острозький замок
- Отроківський замок

## П

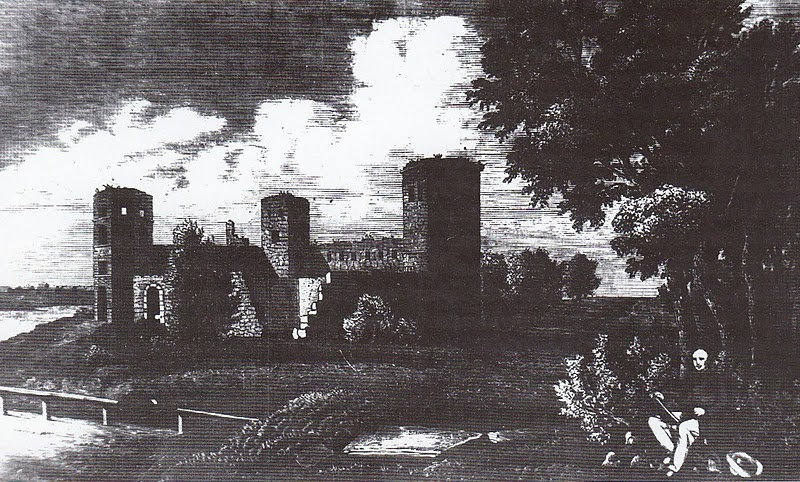
Пилявський замок, гравюра 1864

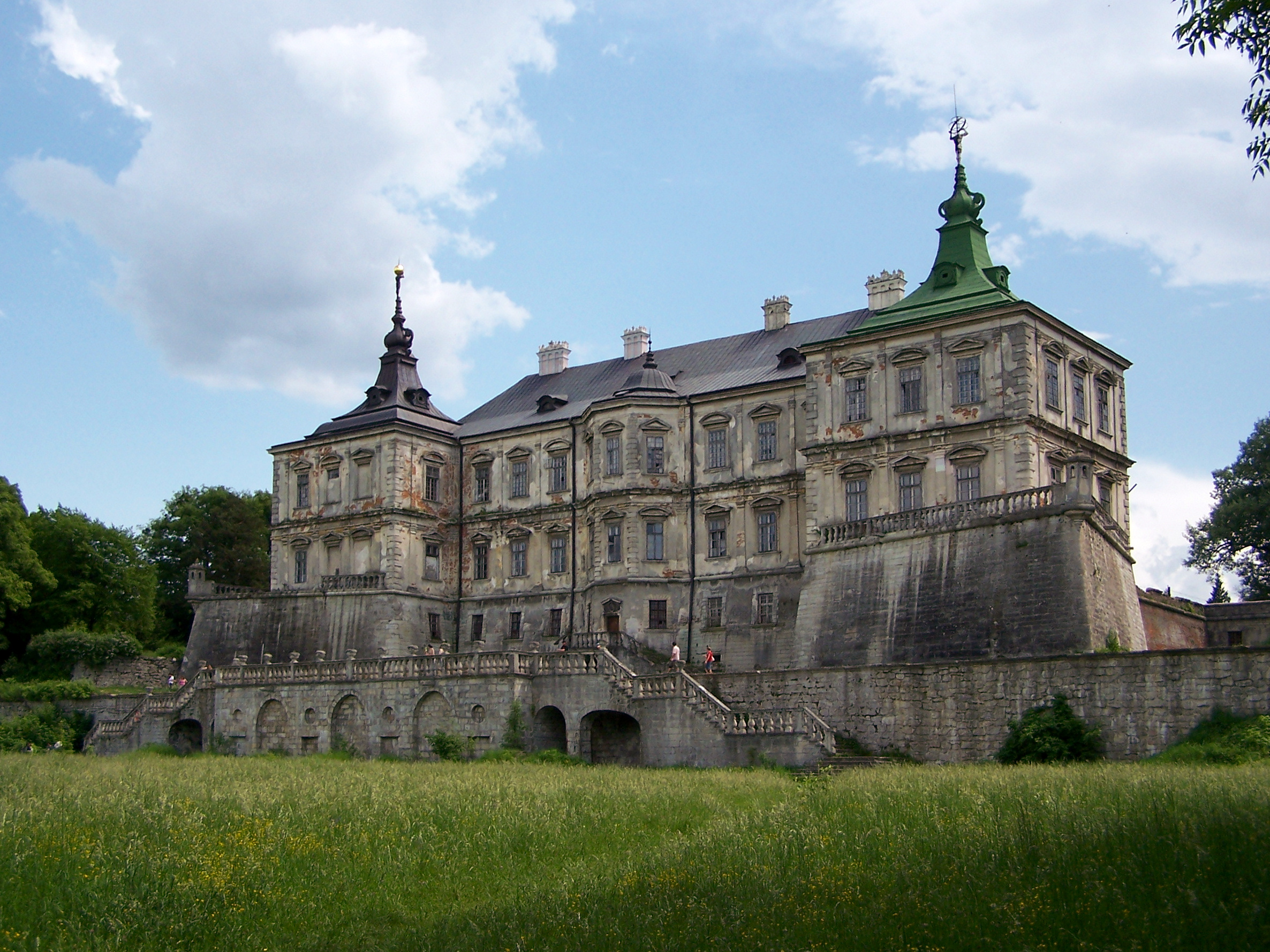
Підгорецький замок

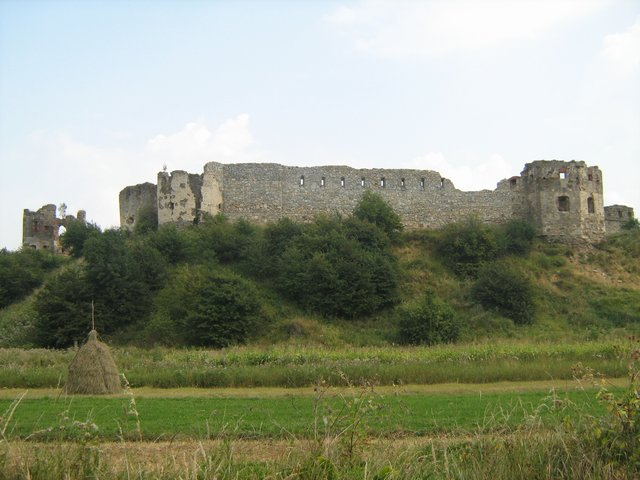
Пнівський замок

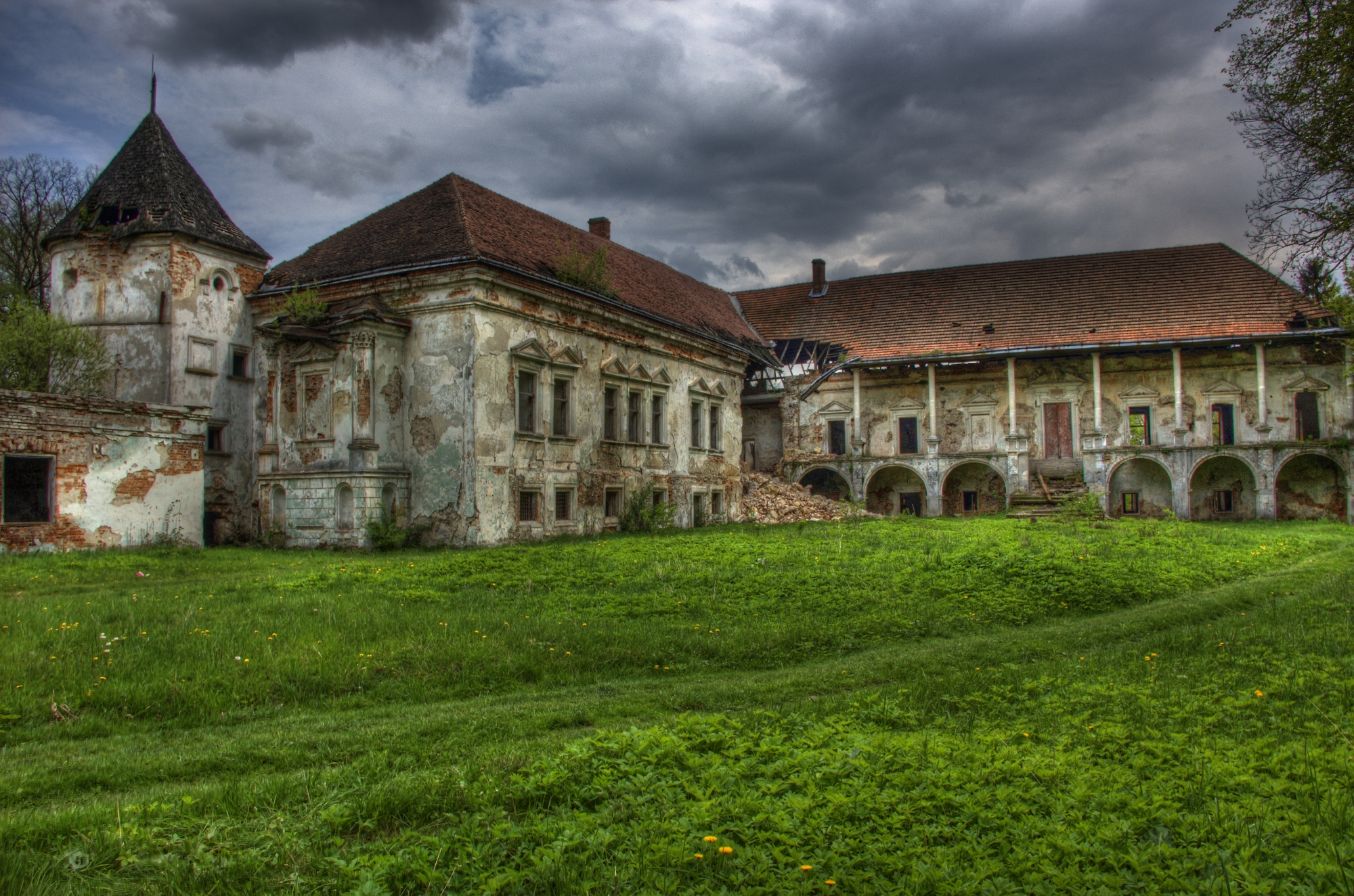
Поморянський замок

- Панівецький замок або (Пановецький замок) в с.Панівці (Кам'янець-Подільський район)
- Перекопська фортеця
- Переяславська фортеця
- Печеніжинський замок
- Пилявський замок
- Пнівський замок
- Підгорецький замок
- Полонська фортеця
- Полтавська фортеця
- Поморянський замок
- П'ятничанська вежа
- П'ятничанський замок
- Паланок

## Р
- Раковецький замок
- Рівненський замок
- Замок Радомисль
- Рихтівський замок
- Райківецький замок

## С
- Сатанівський замок
- Свірзький замок

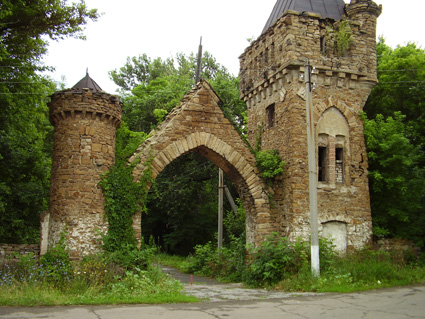
Руїни Селезнівського замку

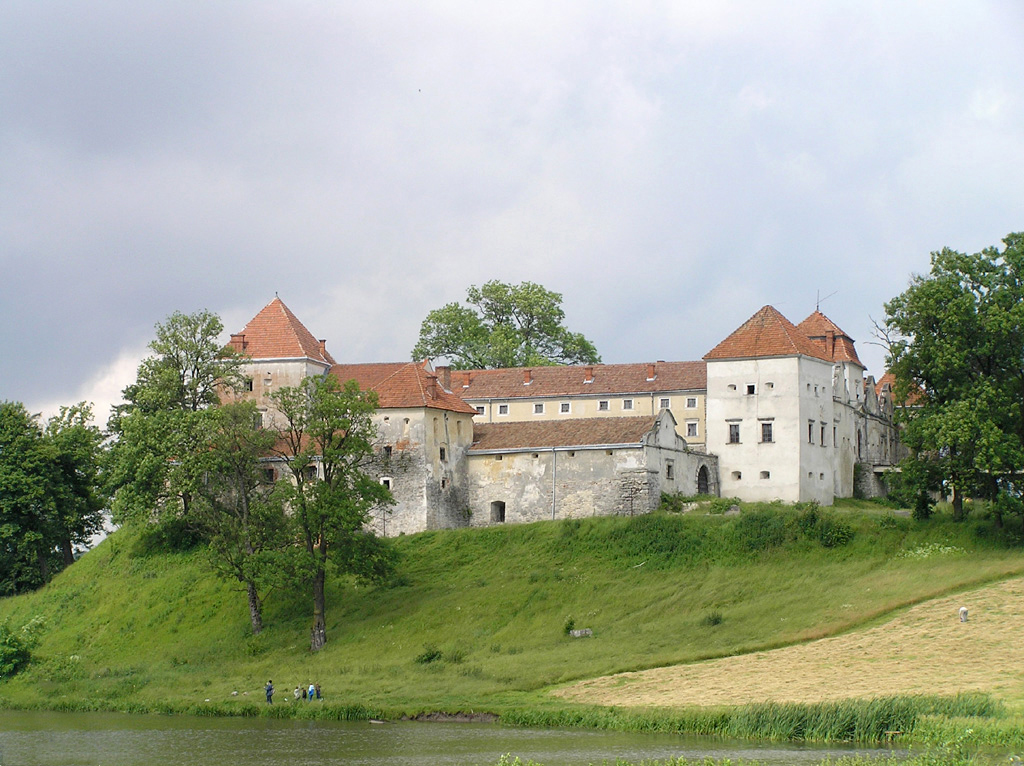
Свірзький замок

- Фортеця Святої Трійці (Окопи (Борщівський район))
- Селезнівський замок
- Середнянський замок
- Сидорівський замок
- Скала-Подільський замок
- Скалатський замок
- Старозаславський замок
- Старозбаразька фортеця
- Старокостянтинівський замок
- Старосільський замок
- Стрийський замок
- Студеницький замок
- Судакська фортеця
- Сумська фортеця
- Сутковецький замок
- Східницький замок — аж до XVIII століття служив фортецею. Один із таких підгірських замків описав Іван Франко в оповіданні «Татарські напади на Підгір'я».
- Сюйренська фортеця

## Т
- Тараканівський форт
- Таш-Хан
- Тепе-Кермен
- Теребовлянський замок
- Тернопільський замок
- Токівський замок
- Тустань
- Тюремний замок (Глухів)

## У
- Ужгородський замок
- Уманський замок

## Ф
- Ферсиманівський замок

## Х

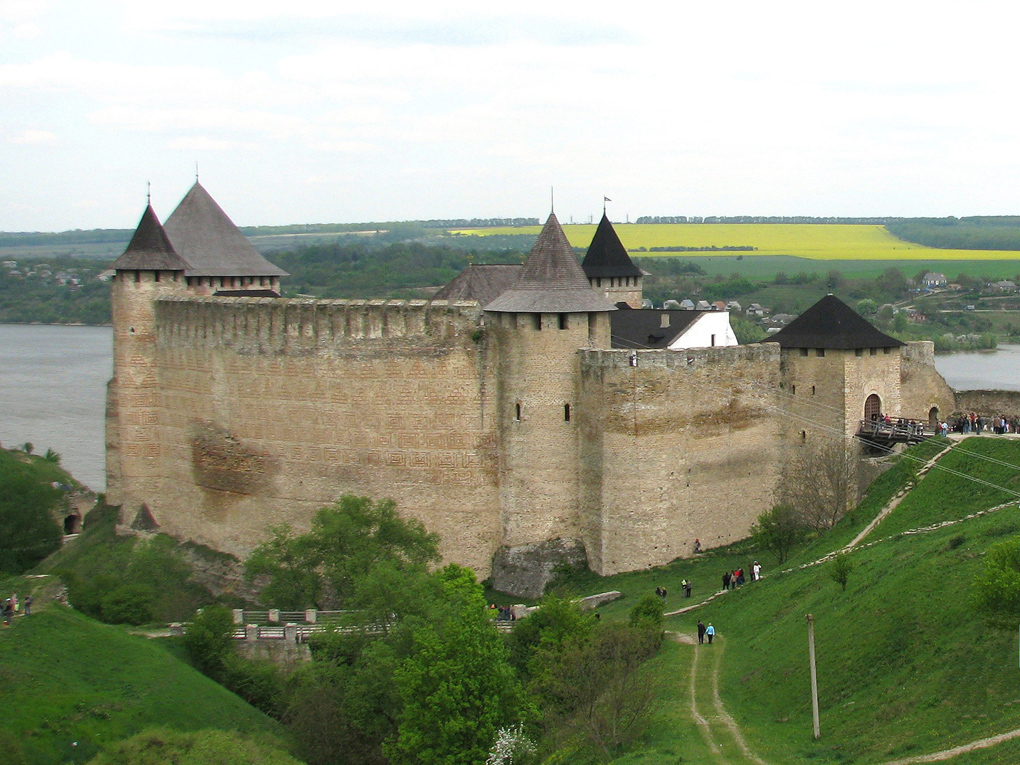
Хотинська фортеця

- Херсонська фортеця
- Хмільницький замок
- Хотинська фортеця
- Хустський замок

## Ц
- Цитадель (Київ)
- Цецинська фортеця

## Ч

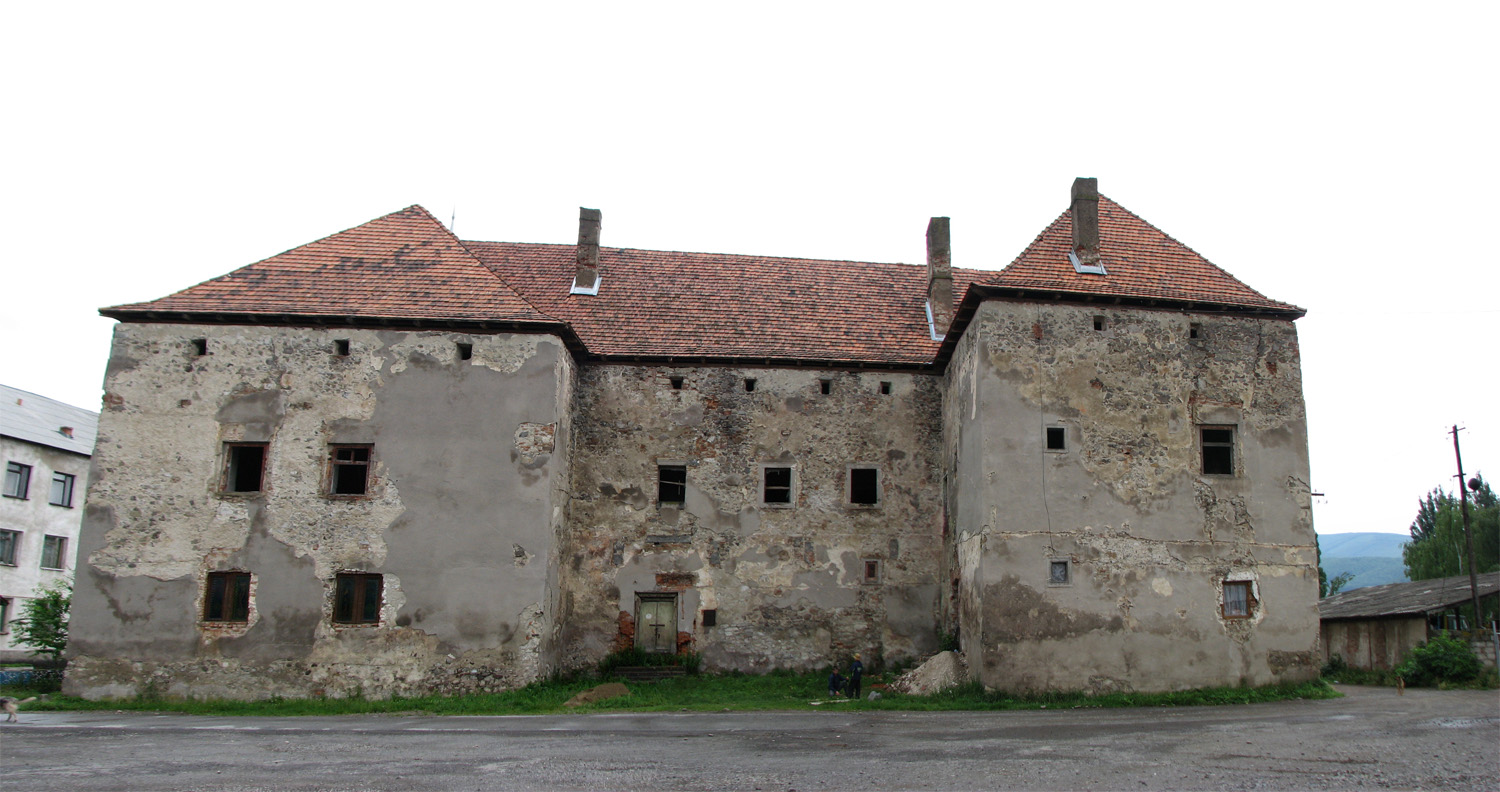
Чинадієвський замок

- Чембало (фортеця)
- Червоногородський замок
- Черкаський замок
- Черленківський замок — руїни XVI—XVIII ст. Вінницька обл., Тиврівський р-н, с. Селище
- Чернелицький замок
- Чигиринський замок
- Чинадіївський замок
- Чобан-Куле
- Чоргунський (Бібіковський) ісар
- Чорнокозинецький замок
- Чорноострівський замок
- Чортківський замок
- Замок Чурилів
- Чуфут-Кале

## Ш

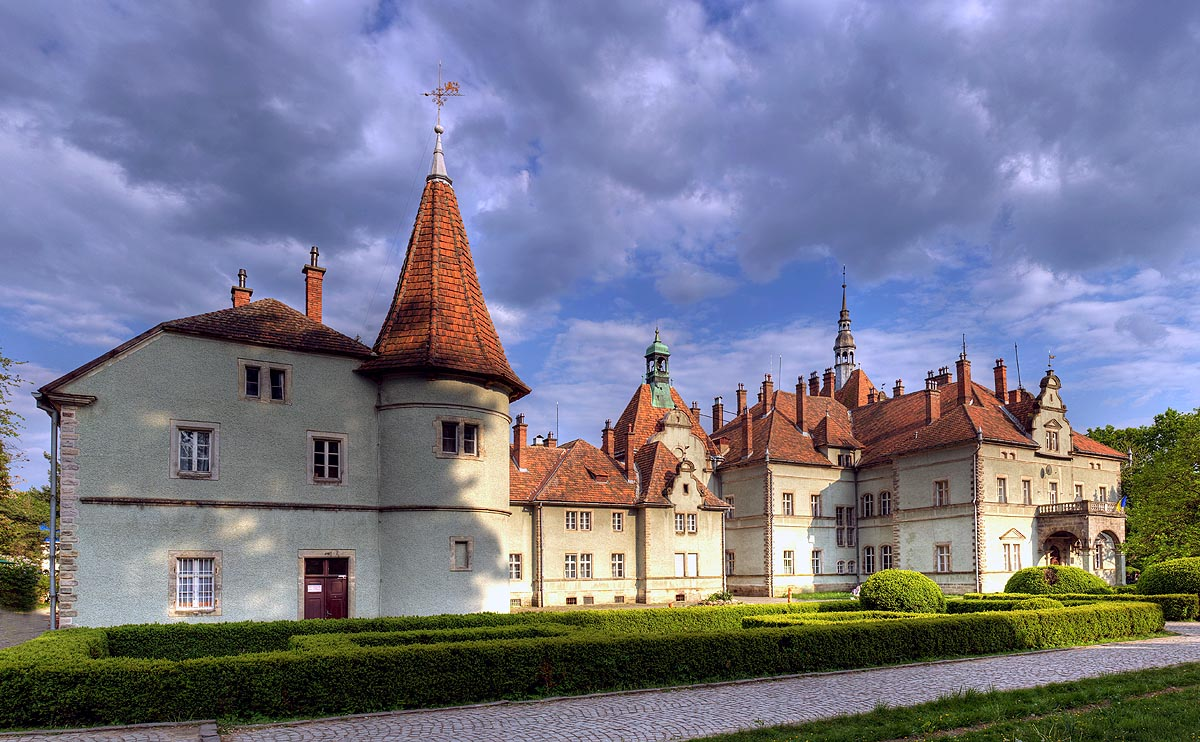
Палац графів Шенборнів

- Шаргородський замок 16-18 ст.
- Замок Шашвар
- Шенборнський замок
- Шманьківський замок
- Шпиківський замок-палац
- Шарівський палац

## Я
- Яблунівський замок
- Ягільницький замок
- Язлівецький замок
- Янівський замок
- Ярмолинецький замок